# Посинь (разъезд)
По́синь — железнодорожный разъезд Санкт-Петербург-Витебского региона Октябрьской железной дороги в городском поселении Сосновый Бор Себежского района Псковской области. Расположен на 633-м километре железнодорожной линии Москва — Рига, в пограничной зоне Российской Федерации.
Ближайший к государственной границе раздельный пункт, однако функции пограничной станции не выполняет. Все погранично-таможенные процедуры проводятся на станции Себеж.
Открыт в 1926 году.

## История
Впервые разъезд Посинь обозначается на карте 1931 года, составленной по материалам съемки 1925 года. Вероятно, название разъезда связано с расположенным неподалёку на территории Латвии деревни Пасиене Зилупского края, а также от названия реки Синяя. Открыта официально в 1926 году как разъезд на перегоне Себеж — Зилупе (Розеновская) Московско-Белорусско-Балтийской железной дороги, на территории Себежского района Псковской области РСФСР.
С августа 1927 года — уже Великолукский округ в составе Ленинградской области. Был передан в состав Западной области (с центром в Смоленске) в 1929 году.
В 1935 году территория бывшего Великолукского округа была передана в состав новообразованной Калининской области (с центром в Калинине, ныне Тверь).
С 1 июля 1936 года разъезд передаётся из управления Московско-Белорусско-Балтийской железной дороги в состав Калининской железной дороги.
Во время войны разъезд (в некоторых источниках — станция) подвергался интенсивными диверсиями партизан на оккупированной немецко-фашистскими захватчиками территории. Так, например, в середине ноября 1941 спецгруппа Тимофеева в Заситинском сельсовете Идрицкого района подорвала поезд около арки, установленной на бывшей границе СССР и Латвии.

"10.2.43 г. По приказу тов. Бельченко три отряда бригады, под командованием начальника штаба бригады старшего лейтенанта тов. Дороша, произвели взрыв 1-го километра железнодорожного полотна (между станциями Зилупе - Себеж)....

12.2.43 г. Группа партизан им. Жданова под руководством начальника штаба отряда тов. Авдохина спустила воинский эшелон, следовавший от станции Себеж к Зилупе в районе деревни Новины. В результате крушения разбиты паровоз, 4 крытых вагона с хлебом, 6 платформ, груженных автомашинами и другим транспортом..."

На участке между Зилупе — Себеж немцы специальным составом поезда организовали охрану железной дороги. Поезд состоял из двух платформ впереди паровоза с двумя танками, двух платформ с двумя батальонными минометами. На одной платформе — 48-миллиметровая пушка, на двух платформах — 2 станковых пулемета, 4 платформы нагружены материалами для восстановления поврежденного железнодорожного полотна, 2 последние платформы вооружены двумя танками. Итого поезд состоял из 13 платформ. Этот состав назывался "бронепоездом", немцы использовали его для охраны железнодорожного Заситинского моста и сопровождения воинских этапов на указанном участке железной дороги. Из этого поезда обстреливалась прилегающая к железной дороге местность.

14.4.43 г. В 5 часов этот поезд, следовавший из Себежа в Зилупе, был подорван и пущен под откос в районе дер. Калныши — Бондарево подрывной группой бригады (командир группы тов. Коваленко). В результате двух взрывов затяжным способом (по 6 кг тола) было взорвано и пущено под откос 2 передние платформы с танками, паровоз и две платформы с минометными установками. Ввиду малой скорости остальной состав поезда остался неповрежденным. Убито 5 и ранено 9 немцев...

24.4.43 г. Группа из отряда им. Жданова (командир группы тов. Жагора И.И.) в 15 часов подорвала и пустила под откос воинский эшелон с живой силой, идущий из Зилупе в Себеж. В результате двух взрывов затяжным способом подорваны и пущены под откос паровоз и 12 вагонов с живой силой. Противник ликвидировал последствия крушения при помощи трех тракторов с 15 часов 24.4.43 г. до 19 часов 25.4.43 г.

— Из отчета командования 10КПБ. Не ранее 1 мая 1943 г.
По состоянию на 1948 год станция на советских картах называется  Посин (без мягкого знака), с 1955 - уже с мягким знаком - Посинь.
22 августа 1944 года Указом Президиума Верховного Совета СССР была образована Великолукская область (вместо Калининской, ныне Тверская), в состав которой вошли Себеж и Себежский район. Указом Президиума Верховного Совета РСФСР от 2 октября 1957 года эта область была упразднена, а Себеж и Себежский район отошли к Псковской области.
В 1961 году Калининская железная дорога была расформирована. Разъезд Посинь была передана в управление Октябрьской железной дороге.
На станции в послевоенное время и до современного состояния останавливались поезда в основном сообщением Рига — Москва, а также в другие города РСФСР.
Согласно указателю железнодорожных пассажирских сообщений (МПС, — 1986 год), остановки по разъезду Посинь осуществляли следующие поезда:
| № поезда | Пункт отправления | Пункт назначения | Прибытие | Стоянка (мин) | Отправление | Остановки (по станциям)                                                  |
| -------- | ----------------- | ---------------- | -------- | ------------- | ----------- | ------------------------------------------------------------------------ |
| 186      | Рига              | Москва           | 2:43     | 3             | 2:46        | до ст. Волоколамск везде, кроме: Гущино, Воробецкая, далее без остановок |
| 605      | Себеж             | Рига             | 5:07     | 1             | 5:08        | до Айзкраукле везде, кроме: Озолсала, далее Огре                         |
| 688      | Рига              | Себеж            | 6:10     | 1             | 6:11        | Гарнея                                                                   |
| 393      | Москва            | Рига             | 7:15     | 1             | 7:16        | до ст. Крустпилс везде, далее Плявиняс, Айзкраукле, Огре                 |
| 687      | Себеж             | Рига             | 14:50    | 13            | 15:03       | до Айзкраукле везде, далее Огре                                          |
| 185      | Москва            | Рига             | 15:25    | 1             | 15:26       | до ст. Юмправа везде, кроме: ст. Алотене, далее Огре                     |
| 606      | Рига              | Себеж            | 20:43    | 1             | 20:44       | Гарнея                                                                   |

В это же время без остановок по станции проходили следующие поезда: №1/2 "Латвия", №3/4 "Юрмала", скорый №31/32 и №394 с аналогичным сообщением: Москва — Рига — Москва.
При существовании Псковского подотдела 1996-2000 годов станция Посинь была промежуточной станцией 5 класса.

## Современное состояние
В связи с распадом Советского Союза и стабильного ухудшения политических и экономических отношений с Латвийской Республикой по участку Новосокольники — Посинь пассажирское и грузовое движение по станции значительно сократилось.
В постсоветский период остановки всем поездам дальнего следования были отменены. Пригородные поезда №6501/6502 и №6505/6506 Великие Луки — Посинь в различные времена производят стоянку и оборот с переменной периодичностью. С 2012 года пригородное сообщение укорочено до Себежа (полностью отменено в 2015 году). Для проезда до разъезда Посинь был необходим специальный пропуск в пограничную зону.
Расписание пригородных поездов по станции Посинь по состоянию на 3 июня 2012 года:
| № поезда | Пункт отправления | Пункт прибытия | Прибытие | Стоянка (мин) | Отправление | Остановки |
| -------- | ----------------- | -------------- | -------- | ------------- | ----------- | --------- |
| 6501     | Великие Луки      | Посинь         | 13:24    | —             | —           | ПРИБЫТИЕ  |
| 6502     | Посинь            | Великие Луки   | —        | —             | 14:32       | везде     |

По состоянию на февраль 2018 года без остановки по станции следовал только один пассажирский поезд, сообщением Москва — Рига (с вагонами беспересадочного сообщения Санкт-Петербург — Рига). С 16 марта 2020 года в связи с распространением коронавирусной инфекции движение единственного поезда было прекращено по инициативе латвийской стороны, так как поезд № 1/2 «Latvijas Ekspresis» принадлежал частному латвийскому перевозчику.
Таким образом, пассажирское железнодорожное сообщение по разъезду по состоянию на октябрь 2020 года полностью отсутствует.
Разъезд представляет собой 2 пути, к западу от него расположен мост автодороги М9 "Балтия" (Москва — Волоколамск — государственная граница с Латвией), к востоку — железнодорожный мост над рекой Исса (на схеме не указаны). Перегоны к соседним станциям Гарнея (в сторону Москвы) и Зилупе (в сторону Риги) оборудованы полуавтоматической блокировкой СЦБ. Станция находится на обслуживании ПЧ-45 (Новосокольническая) и ШЧ-23 (Великолукская) структурных подразделений Октябрьской железной дороги. Движение грузовых поездов осуществляется в основном по маршрутам Россия — Вентспилс (реже Рига). Электрификация по станции отсутствует. Билетные кассы также отсутствуют.
Станция оборудована одной низкой боковой платформой, расположенной вместе с вокзалом с северной стороны станции (путь №3). Возле входного сигнала с чётной стороны расположена система САИПС, ранее была отдельным раздельным пунктом (в некоторых служебных расписаниях обозначена как НСУ). Станция расположена в пограничной зоне Российской Федерации и принимает активное участие в содействии с пограничной службой ФСБ России.

### Посинь-экспорт
По́синь-экспорт (также — Посинь (эксп.)) — раздельный пункт на границе Российской Федерации и Латвийской Республики. Путевая инфраструктура отсутствует, расположен де-факто на перегоне Посинь — Зилупе, существует лишь де-юре. На карточке станции (см. выше) отмечена как "платформа" (ввиду отсутствия альтернатив для обозначения), что не соответствует действительности. Вероятно, представляет собой техническую составляющую инфраструктуры, и существует для разграничения сфер ответственности между Латвийской и Российскими железными дорогами. Находится в пределах пограничной полосы, доступ к пункту запрещён. Ранее перегон целиком принадлежал Октябрьской железной дороге, однако современная граница дорог совпадает с государственной.

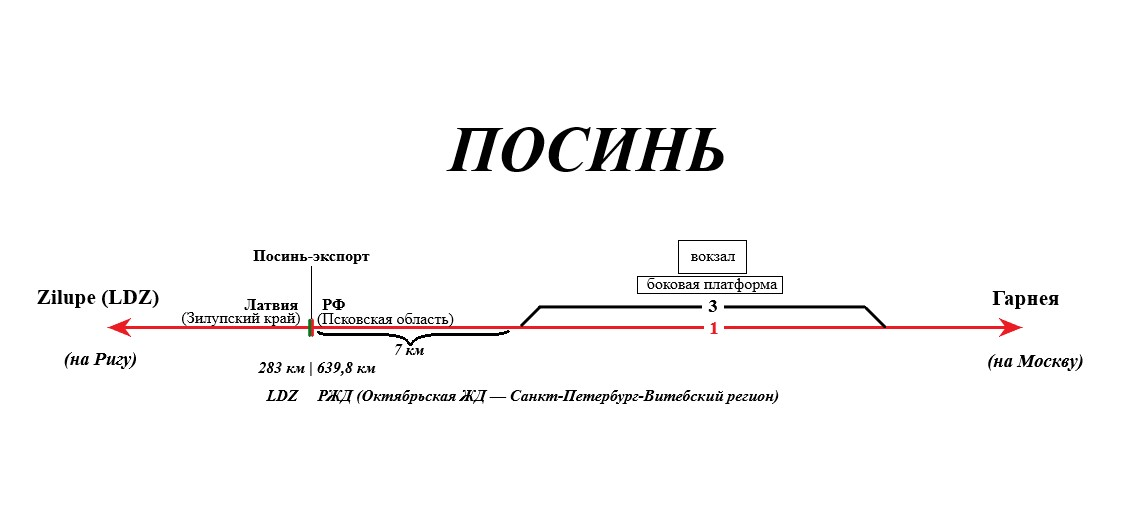
Схематический план разъезда и р/п Посинь-экспорт

## Галерея

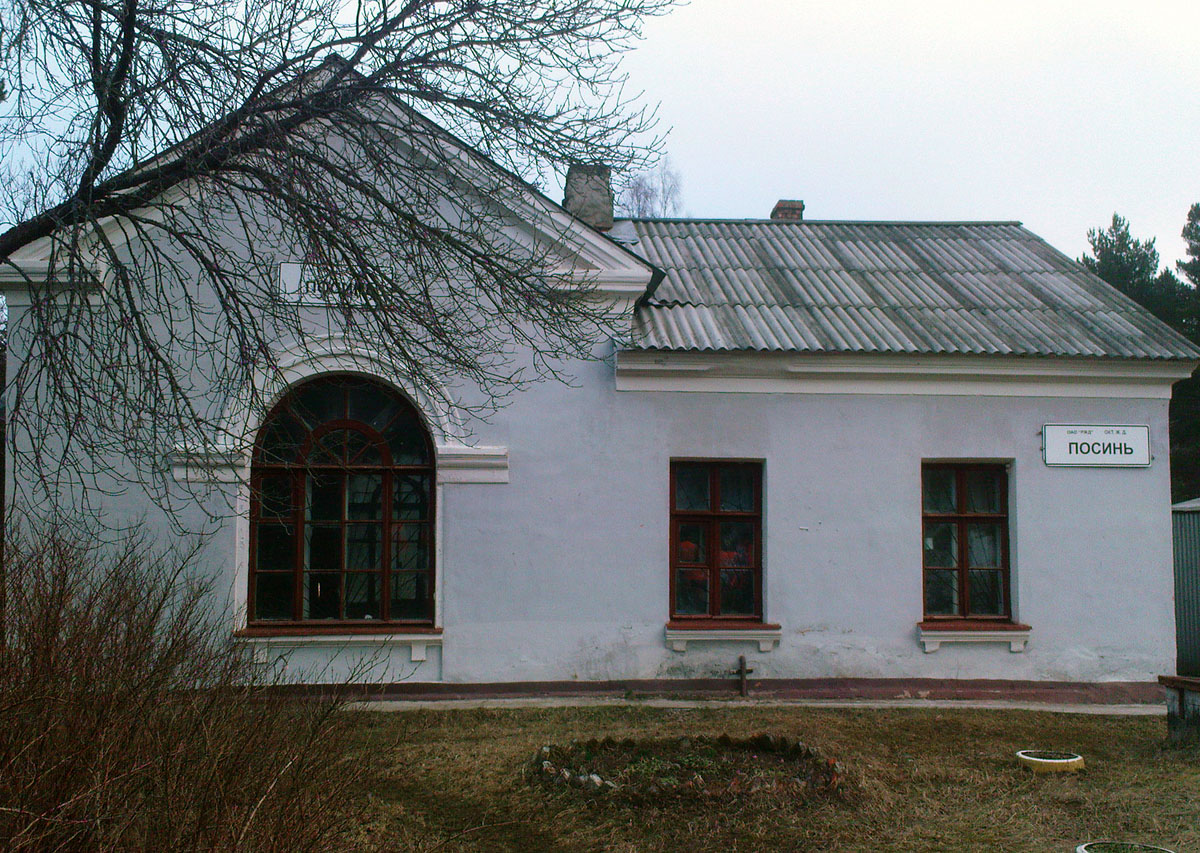
Вокзал станции со стороны путей
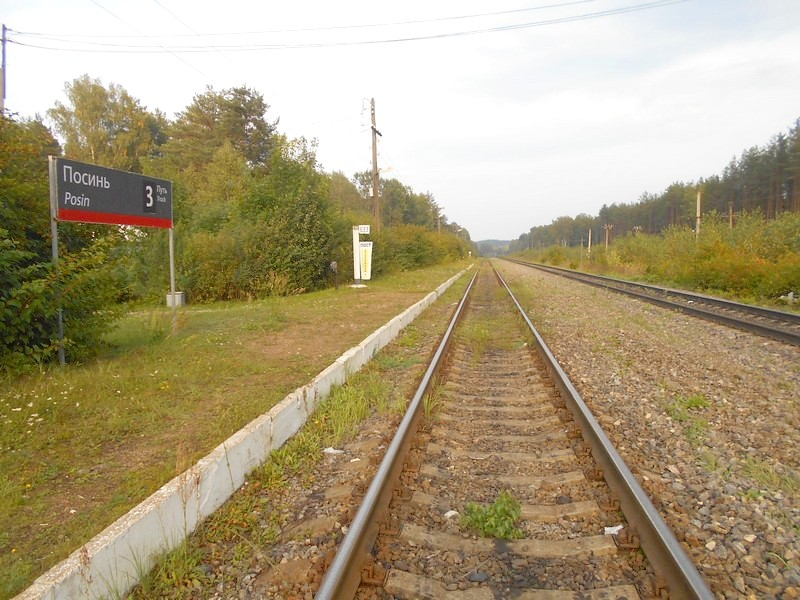
Разъезд Посинь, вид на Себеж, 2018 г.
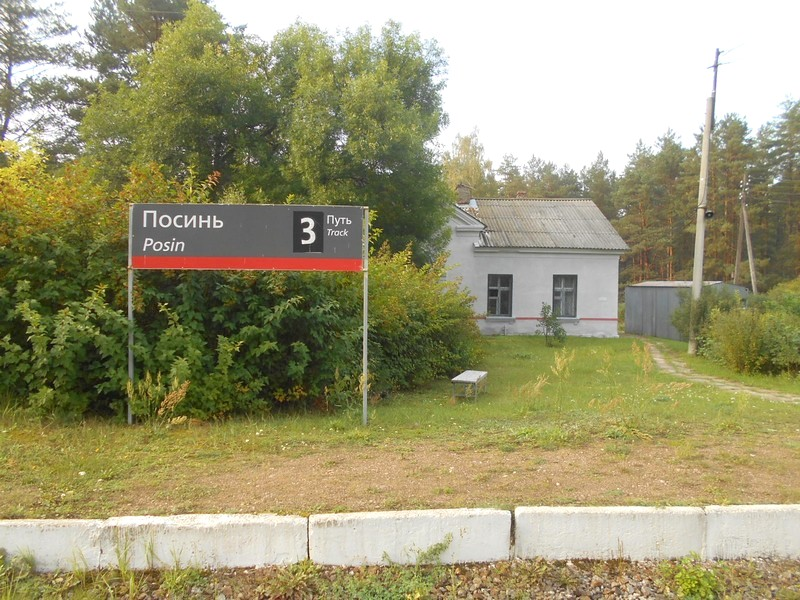
Разъезд Посинь, 2018 г.
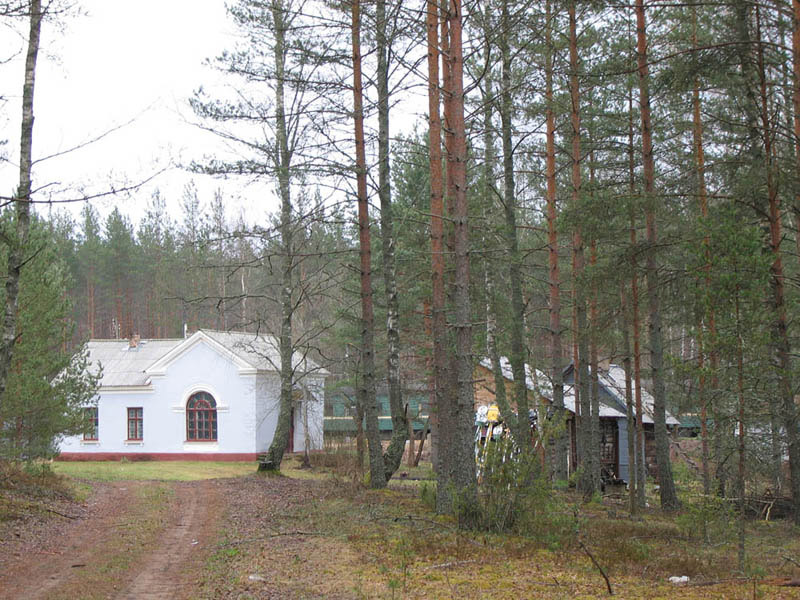
Здание поста ЭЦ и путейский сарай, 2009 г.
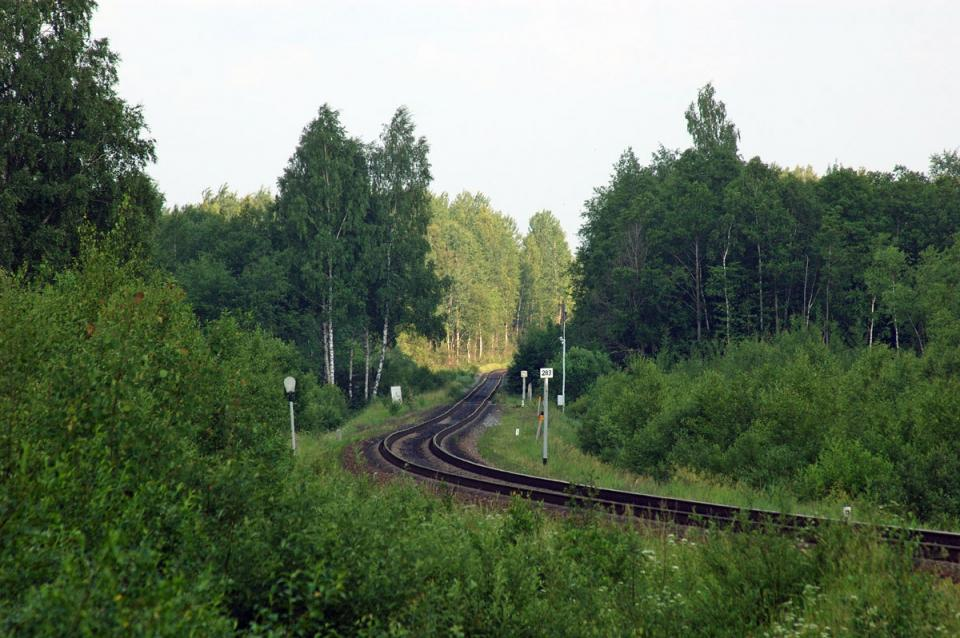
"Посинь-экспорт", вид со стороны Латвии, 2022 г.